# Стилске фигуре
Стилске фигуре су речи и изрази којима приповедачи и песници обогаћују књижевно дело, дајући нова, шира и пренесена значења.
Претерано увеличавање ради постизања већег ефекта у књижевности, назива се хипербола. Врло често се примењује у народној књижевности, у изразима попут крвца до кољена.
- Примери:
  - Сузама је замутила море, а јауком уставила шајке (народна песма);
  - Кад је виђех ђе се смије млада, свијет ми се око моје главе главе врти (Његош, Горски вијенац);
  - Како га удари, искиде му из рамена главу (Циклус о Марку Краљевићу, Марко Краљевић укида свадбарину);
  - Пребио га на три половине (Циклус о Марку Краљевићу, Марко Краљевић и Муса Кесеџија).

## Контраст (антитеза)
Стилски поступак у ком се нешто пореди по супротности назива се контраст или антитеза. Његовом применом, супротне појаве су јаче изражене. Супротно од поређења (компарације). Блиско словенској антитези.
- Примери:
  - Тресла се гора - родио се миш (народна умотворина);
  - На језику мед, а на срцу јед (народна умотворина).

Контраст или антитеза је стилска фигура код које се појаве и предмети доводе у везу помоћу супротних особина и појединости и тиме паралелно постављене супротности у антитези узајамно појачавају значење и једног и другог појма.

## Персонификација
Персонификација је добила име од латинске речи persona што значи особа, па би се на српски могла превести као поособљавање. Персонификација је изражајан начин казивања којим се предметима и појавама додељују људске особине.
- Примери:
  - Прогледале су ми патике (разговорно);
  - Дрво је обукло ново одело беле боје (из састава).

## Поређење (компарација)
Поређење или компарација је изражајан начин казивања којим се нешто што је мање познато упоређује са нечим познатијим. Поређење може бити по сличности или супротности.
- Примери:
  - Брз као стрела (народна умотворина);
  - Вредан као пчела (народна умотворина).

## Епитет
Речи које казују најбоља опажања о одређеним предметима, разговора, или писања, и истичу неке њихове особине називају се епитети. То су најчешће описни придеви који појачавају осећања и остављају јаче утиске.
- Примери:
  - У свитање, у појати ниској... (Сергеј Јесењин, Песма о керуши);
  - ... као једно риђе штене њено (Сергеј Јесењин, Песма о керуши);
  - Град градила бјела вила... (Народна песма, Вила зида град)

## Ономатопеја
Опонашање звукова из природе назива се ономатопеја. Речи: бућнути, крцнути, пуцкетати, фијукати- називају се ономатопејским речима.
- Примери:
  - Дурак хукну, све замукну (Иван Мажуранић, Аговање);
  - Крцну колац неколико пута... (Иван Мажуранић, Смрт Смаил-аге Ченгића).

## Метафора
Језичко-стилски поступак у коме се исказује пренесено значење по сличности назива се метафора.
- Примери:
  - Ој Стојане, јабуко од злата... (народна песма, Ропство Јанковић Стојана);
  - Тужна песмо, мајко стара... - мисли се на Србију (Оскар Давичо, Србија).

Када се метафора прошири на целу једну слику, или чак цело дело, стилска фигура се назива алегорија. Присутна је у народној песми Љубавни растанак у коме плави зумбул и зелена када представљају заправо момка и девојку који су растављени.
- Примери:
  - Имао сам од злата јабуку, па ми данас паде у Бојану (народна песма, Зидање Скадра);
  - Вила гнијездо тица ластавица, вила га је за девет година... (народна песма, Ропство Јанковић Стојана);
  - Два цвијета у бостану расла, плави зумбул и зелена када... (народна песма, Љубавни бол).

## Словенска антитеза
Словенска антитеза је стилска фигура класична за народне песме. Састоји се од три дела:
- питања: Ој пунице, ђевојачка мајко,

Или си је од злата салила?
Или си је од сребра сковала?
Или си је од сунца отела?
Или ти је Бог од срца дао?'
- Негативних одговора: ''Нити сам је од злата салила,

''нити сам је од сребра сковала,
нити сам је од сунца отела'
- једног тачног одговора: већ ми је Бог од срца дао.

(Народна песма, Женидба Милића барјактара).

## Иронија
Стилска фигура у којој се речима даје супротан смисао од оног које имају као своје основно значење назива се иронија. Ако у призвуку има и злобе, или је иронија претерана, добија се сарказам.
- Пример (иронија): Ако`ј ум`о камен гристи, мора да се угојио (Ј. Ј. Змај, Три хајдука).
- Пример (сарказам): Само ти настави да се свађаш (у ствари: Престани да се свађаш).

## Алегорија
Стилска фигура у којој песник у завијеној, скривеној форми исказује своје мисли и осећања, другачије се назива проширена метафора.
- Пример: Имао сам од злата јабуку пак ми јутрос паде у Бојану те је жалим, прежалит не могу - одломак из песме зидање Скадра.

Алегорија представља говор у коме се појмови и мисли исказују другачије, а не речима које их директно изражавају, сликовит говор, сликовито објашњење појмова и мисли.

## Градација
Градација је стилска фигура, песнички израз у којој песник поступно ређа слике по јачини доживљавања од најслабије до најјаче или обрнуто
- Пример:

За Ђурђем је косу одрезала,
За ђевером лице изгрдила,
А за братом очи извадила... - из народне лирске песме "Највећа је жалост за братом"

## Анафора
Анафора је стилска фигура која представља изношење спреда, понављање истих речи на почетку реченице и реченичних делова.
- Збогом житку мој прелепи санче! Збогом зоро, збогом бели данче (Бранко Радичевић, Кад млидијах умрети).

## Епифора
То је стилска фигура која представља понављање једне или више речи на крају реченице - супротно од анафоре.

## Еуфемизам
То је стилска фигура којом се неки израз замењује другим, али у блажем облику, због бонтона, друштвених, религиозних, политичких, пропагандних и других разлога. Супротно од хиперболе.
- Послао га на онај свет - убио га, лака дама - проститутка, премазан свим бојама - преиспољни преварант, пропустити кроз шаке - претући, захлађење односа - почетак непријатељства, хуманитарна интервенција - ратна агресија, мировне снаге - окупаторска војска.

## Симбол
Симбол је стилска фигура којом се конкретном предмету придају симболична значења. Један симбол може имати више значења.
- Примери:
  - небо — симбол мира, слободе, бесконачности;
  - бела боја — симбол невиности, чистоте, доброте;
  - срп и чекић — симбол комунизма, социјализма;
  - кукасти крст — симбол нацизма, фашизма;
  - крст — симбол хришћанства, верности;
  - давидова звезда — симбол јудаизма, Јевреја;
  - полумесец и звезда — симбол ислама, муслимана;
  - подигнута песница — побуна, незадовољство, револт, непослушност;
  - срце — љубав, лепо осећање;
  - жута ружа — љубомора.

## Адинатон
Адинатон (грч. αδύνατος — немогућ (a) - без, dynasthai - могућ) је стилска фигура у којој се хипербола доводи до граница немогућег.
- Кад на врби роди грожђе (народна умотворина).

## Метонимија
Метонимија је стилска фигура која означава пренесена значења речи. Настаје када се неки појам (предмет) изражава неким другим појмом који је са њим повезан у логичној (просторној, временској, узрочној) вези.
- Кад устане кука и мотика - мисли се на људе који раде куком и мотиком (народна епска песма Почетак буне против дахија).

## Апострофа
Апострофа (грч. ἀποστροφή – „одвратити се” или „одустати”) усклична је стилска фигура. Појављује се када се говорник престаје обраћати публици (нпр. у представи) и усмерава говор трећој страни, као што је супарнички парничар или нека друга особа, понекад одсутна са сцене.
- „Ти славно сунце!” Семјуел Тејлор Колриџ, This Lime Tree Bower.